# Sichote-Alinmeteoriet

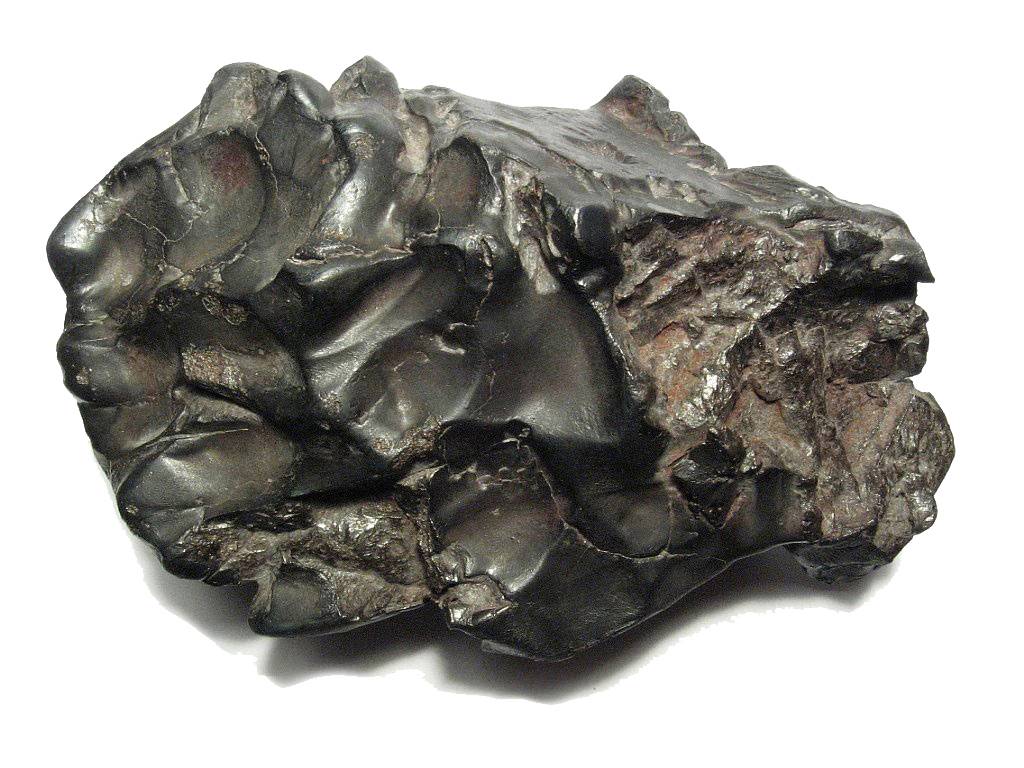
Een 1,7 kilogram zwaar stuk van de Sichote-Alinmeteoriet

De Sichote-Alinmeteoriet sloeg neer in het Sichote-Alingebergte op 12 februari 1947, ongeveer 440 kilometer ten noordoosten van Vladivostok in Rusland.

## Baan
De inslag vond overdag plaats en er zijn 240 ooggetuigenverslagen geregistreerd. Dat stelde Fesenkov, de voorzitter van de vakgroep meteorieten van de Russische Academie van Wetenschappen, in staat om de oorspronkelijke baan van de meteoriet te berekenen. Het is meer dan waarschijnlijk zo dat de omloop van de Sichote-Alinmeteoriet gelijkaardig was aan die van vele andere hemellichamen in het zonnestelsel. Ze draait dus ellipsvormig rond de zon en het aphelium ligt binnen de planetoïdengordel. Dit brengt met zich mee dat het wellicht om een planetoïde ging die door botsing met andere planetoïden uit haar baan is geduwd en bijgevolg in een baan om de aarde is beland.

## Inslag
De Sichote-Alinmeteoriet viel in het Sichote-Alingebergte nabij Luchegorsk. Rond half elf 's morgens zagen ooggetuigen een vuurbal die helderder was dan de zon. Hij kwam vanuit het noorden en daalde onder een hoek van 41 graden. De heldere flits en het oorverdovende lawaai van de inslag werden in een straal van 300 kilometer waargenomen. De rookpluim, die enkele uren in de lucht zichtbaar was, was 32 kilometer lang.
Toen de meteoroïde de atmosfeer binnendrong, gebeurde dat met een snelheid van zo'n 14 km/s. Ze brak daarna in verschillende stukken en op een hoogte van 5,6 kilometer spatte het grootste deel met een geweldige explosie uit elkaar.
Het inslagveld van de meteoriet was ongeveer 1,3 km² groot en ellipsvormig. Enkele van de brokstukken maakten kraters. Er zijn er zo'n 120, waarvan de grootste ongeveer 26 meter diameter heeft en 6 meter diep is. Andere stukken boorden zich in de bomen in de buurt.

## Beschrijving van de meteorieten
De brokstukken zijn in te delen in twee types. Er zijn stukken die sporen van erosie vertonen en die wellicht afbraken van de meteoriet toen deze de atmosfeer binnendrong. Ze hebben kleine putjes ter grootte van een duim in het oppervlak.
Anderzijds zijn er ook brokken die de sporen van een krachtige explosie vertonen. Deze stukken vielen pas 5,6 kilometer boven het aardoppervlak uit elkaar.

## Grootte
De inslag was bijzonder groot. De totale massa werd geschat op bijna 90.000 kg. Een groot rotsblok wordt tentoongesteld in Moskou, het grootste gedeelte vond een weg richting privéverzamelingen. Een recente schatting door Tsvetkov brengt het gewicht van de meteoriet terug tot 100.000 kg.

## Grootte en chemische samenstelling
De meteoriet is een grove ijzeroctahedriet. Hij bestaat voor bijna 93% uit ijzer, 5,9% uit nikkel, 0,42% uit kobalt, 0,46% uit fosfor, 0,28% uit zwavel, en nog kleinere hoeveelheden germanium en iridium. De volgende mineralen zijn aanwezig: taeniet, plessiet, rhabiet, pyrrhotiet, chromiet, nikkelijzer en schreibersiet.